# トンデモ未来空奏図
『トンデモ未来空奏図』は、sasakure.UKの3rdオリジナルアルバム。2013年5月29日にU/M/A/Aから発売された。
「それぞれの時代を生きる人々が思い描く未来観」をコンセプトにして制作されている。
2曲目の「未来アタラシズム」はスマホ向け放送局NOTTVのアニメ情報番組『アニ充』のテーマソングとして書き下ろし、3曲目の「HeavenZ-ÅrmZ」はPSP用ゲーム『セブンスドラゴン2020-Ⅱ』（SEGA)主題歌、9曲目の「ネガポジ＊コンティニューズ」はPS3用ゲーム『初音ミク -Project DIVA- F』（SEGA）に提供。ボーカルには、初音ミク、MegpoidといったVOCALOIDと、男性ボーカルのピリオを起用している。ジャケットのイラストは茶ころが担当。初回生産限定盤は、A5サイズのハードカバーによる特殊パッケージであり、アルバム収録曲のビデオクリップなどの特典映像を収録したDVDと、アニメーション作家植草航による描き下ろしマンガを掲載したブックレットが同梱。マンガは、本アルバムのために書き下ろされた新曲「アンチグラビティーズ feat. GUMI」を原案に描かれている。オリコン最高15位、登場回数4回。

## 収録曲
全作詞・作曲・編曲：sasakure.UK
Disc1(CD)
1. トンデモ未来のスヾメ
2. 未来アタラシズム feat. 初音ミク
3. HeavenZ-ÅrmZ feat. 初音ミク
4. Icannotfly,butIcangetthefuture
5. アンチグラビティーズ feat. GUMI
6. トゥイー・ボックスの人形劇場 feat. 初音ミク
7. Mr. Wonderland feat. ピリオ
8. 蜘蛛糸モノポリー feat. 初音ミク
9. ネガポジ＊コンティニューズ feat. 初音ミク
10. ホログラムの片隅で
11. ツギハギエデン feat. GUMI
12. クエスチョンユー100 feat. 初音ミク
13. トンデモ未来のユクスエ
14. 蜘蛛糸モノポリー feat. 初音ミク(QUADROPHENIA Redemption Remix)
15. Atröpøs
16. アンチグラビティーズ feat. GUMI(Calla Soiled Minus Remix)（iTunes Store限定ボーナストラック

Disc2(DVD) (初回盤のみ)
1. 蜘蛛糸モノポリー feat. 初音ミク [Music Video]
2. Mr. Wonderland feat. ピリオ [Music Video]
3. ツギハギエデン feat. GUMI [Music Video]
4. トゥイー・ボックスの人形劇場 feat. 初音ミク [Music Video]
5. 未来アタラシズム feat. 初音ミク [Special Live Video]
6. ネガポジ＊コンティニューズ feat. 初音ミク [Game Movie]
7. HeavenZ-ÅrmZ feat. 初音ミク [Game Movie]